# Pedicularis gruiflora
Pedicularis gruiflora är en snyltrotsväxtart som beskrevs av T. Yamazaki. Pedicularis gruiflora ingår i släktet spiror, och familjen snyltrotsväxter. Inga underarter finns listade i Catalogue of Life.